# 양충잉
양충잉(중국어 정체자: 楊瓊瓔, 병음: Yáng Qióngyīng, 한자음: 양경영, 1964년 10월 19일 ~ )은 타이완의 정치인이다. 1999년 타이중현 선거구 겸 2020년 타이중시 제3선거구의 입법위원으로 당선된다.